# Firestone Indy 200 2004
Firestone Indy 200 2004 var ett race som var den åttonde deltävlingen i IndyCar Series 2004. Racet kördes den 17 juli på Nashville Superspeedway. Tony Kanaan tog sin tredje seger för säsongen, och utökade sin mästerskapsledning gentemot Dan Wheldon.

## Slutresultat
| Plats | Förare            | Team                     | Grid | Kvaltid |
| ----- | ----------------- | ------------------------ | ---- | ------- |
| 1     | Tony Kanaan       | Andretti Green Racing    | 5    | 23,423  |
| 2     | Sam Hornish Jr.   | Marlboro Team Penske     | 9    | 23,517  |
| 3     | Hélio Castroneves | Marlboro Team Penske     | 11   | 23,541  |
| 4     | Darren Manning    | Chip Ganassi Racing      | 6    | 23,504  |
| 5     | Townsend Bell     | Panther Racing           | 12   | 23,547  |
| 6     | Buddy Rice        | Rahal Letterman Racing   | 1    | 23,256  |
| 7     | Mark Taylor       | Access Motorsports       | 18   | 23,727  |
| 8     | Scott Dixon       | Chip Ganassi Racing      | 8    | 23,514  |
| 9     | Kosuke Matsuura   | Fernández Racing         | 14   | 23,591  |
| 10    | Adrián Fernández  | Fernández Racing         | 13   | 23,553  |
| 11    | Tora Takagi       | Mo Nunn Racing           | 20   | 23,798  |
| 12    | Vitor Meira       | Rahal Letterman Racing   | 2    | 23,287  |
| 13    | Dan Wheldon       | Andretti Green Racing    | 4    | 23,400  |
| 14    | Scott Sharp       | Kelley Racing            | 15   | 23,617  |
| 15    | Felipe Giaffone   | Dreyer & Reinbold Racing | 19   | 23,727  |
| 16    | A.J. Foyt IV      | A.J. Foyt Enterprises    | 22   | 24,233  |
| 17    | Alex Barron       | Cheever Racing           | 16   | 23,637  |
| 18    | Bryan Herta       | Andretti Green Racing    | 3    | 23,288  |
| 19    | Tomas Scheckter   | Panther Racing           | 10   | 23,537  |
| 20    | Dario Franchitti  | Andretti Green Racing    | 7    | 23,507  |
| 21    | Jaques Lazier     | Patrick Racing           | 17   | 23,708  |
| 22    | Ed Carpenter      | Cheever Racing           | 21   | 23,829  |